# Ферми-течност
Теорията на Ферми-течността (известна още като теория на Ландау-Ферми) е теоретичен модел на взаимодействащи фермиони, който описва нормалното състояние на повечето метали при достатъчно ниски температури. Взаимодействието между частиците на системите от много тела не е нужно да бъдат малки. Феноменологичната теория на Ферми-течности е въведена от Съветския физик Лев Давидович Ландау през 1956 г., а по-късно разработена от Алексей Абрикосов и Исак Халатников използвайки теорията на пертурбациите за Диаграмите на Файнман. Теорията обяснява защо някои от свойствата на взаимодействащите фермионни системи са много сходни с тези на идеалния Ферми газ (т.е. невзаимодействащи фермиони) и защо другите свойства се различават.
Важни примери за успешно прилагане на теорията на Ферми-течности са най-вече електроните в повечето метали и течния хелий -3.  Течният хелий-3 е ферми-течност при ниски температури (но не достатъчно ниска, за да бъде в неговата свръхфлуидна фаза). Хелий-3 е изотоп на хелий, с 2 протона, 1 неутрон и 2 електрона на атом. Тъй като вътре в ядрото има нечетен брой фермиони, самият атом също е фермион. Електроните в нормален (не свръхпроводящ) метал също образуват Ферми-течност, както и нуклеотидите (протоните и неутроните) в атомното ядро. Стронциевият рутенат показва някои ключови свойства на Ферми-течностите, въпреки че е силно корелиран материал и се сравнява с високотемпературните свръхпроводници като купрати. 

## Описание
Основните идеи, стоящи зад теорията на Ландау, са понятието адиабатност и принципът на изключване на Паули. Да разгледаме невзаимодействаща фермионна система (Ферми газ) и да предположим, че „включваме“ взаимодействието бавно. Ландау твърди, че в тази ситуация основното състояние на ферми-газа адиабатно ще се трансформира в основното състояние на взаимодействащата система.
Според принципа на изключване на Паули, основното състояние {\displaystyle \Psi _{0}} на Ферми газ се състои от фермиони, заемащи всички състояния, съответстващи на импулс {\displaystyle p<p_{\rm {F}}}, а всички състояния с по-голям импулс са свободни. Когато взаимодействието е включено, спина, зарядът и импулса на фермионите, съответстващи на заетите състояния, остават непроменени, докато техните динамични свойства, като тяхната маса, магнитен момент и др., се пренормират в нови стойности. Следователно има съответствие едно-към-едно между елементарните възбуждания на Ферми газова система и Ферми-течна система. В контекста на Ферми-течностите, тези възбудени състояния се наричат „квазичастици“.
Квазичастиците на Ландау са дълготрайни възбуждания с време на живот {\displaystyle \tau } който отговаря на {\displaystyle {\frac {\hbar }{\tau }}\ll \epsilon _{\rm {p}}} където {\displaystyle \epsilon _{\rm {p}}} е енергията на квазичастицата (измерена от енергията на Ферми). При крайна температура, {\displaystyle \epsilon _{\rm {p}}} е по реда на топлинната енергия {\displaystyle k_{\rm {B}}T} и условието за квазичастиците на Ландау може да бъде преформулирано както {\displaystyle {\frac {\hbar }{\tau }}\ll k_{\rm {B}}T}.
За тази система функцията на Грийн може да бъде записана  (близо до полюсите му)
{\displaystyle G(\omega ,p)\approx {\frac {Z}{\omega +\mu -\epsilon (p)}}}
където {\displaystyle \mu } е химическият потенциал и {\displaystyle \epsilon (p)} е енергията, съответстваща на даденото моментно състояние.
Стойността {\displaystyle Z} се нарича квазичастичен остатък и е много характерен за теорията на Ферми. Спектралната функция на системата може да бъде наблюдавана директно чрез фото-емисионна спектроскопия (ФЕС) и може да бъде записана (в границата на ниско разположените възбуждания) във формата:
{\displaystyle A(\mathbf {k} ,\omega )=Z\delta (\omega -v_{\rm {F}}k_{\|})}
където {\displaystyle v_{\rm {F}}} е скоростта на Ферми. 
Физически можем да кажем, че разпространяващият се фермион взаимодейства със заобикалящата го среда по такъв начин, че нетният ефект на взаимодействията е да се направи фемионът да се държи като „облечен“ фермион, променяйки ефективната маса и други динамични свойства. Тези „облечени“ фермиони са това, което мислим за „квазичастици“.
Друго важно свойство на ферми-течностите е свързано с ефективното напречно сечение на разсейване на електроните. Да предположим, че имаме електрон с енергия {\displaystyle \epsilon _{1}} над повърхността на Ферми и да предположим, че тя се разсейва от частица в морето на Ферми с енергия {\displaystyle \epsilon _{2}}. По принципа на изключване на Паули и двете частици след разсейване трябва да лежат над повърхността на Ферми, с енергии {\displaystyle \epsilon _{3},\epsilon _{4}>\epsilon _{\rm {F}}}. Сега, да предположим, че първоначалният електрон има енергия много близо до повърхността на Ферми {\displaystyle \epsilon \approx \epsilon _{\rm {F}}}. Тогава имаме това {\displaystyle \epsilon _{2},\epsilon _{3},\epsilon _{4}} също трябва да бъде много близо до повърхността на Ферми. Това намалява обема във фазовото пространство на възможните състояния след разсейването и по този начин, по златното правило на Ферми, напречното сечение на разсейване стига до нула. Така можем да кажем, че времето на живот на частиците на повърхността на Ферми стига до безкрайност.

## Прилики с Ферми-газ
Течността на Ферми е качествено аналогична на не-взаимодействащия Ферми газ, в следния смисъл: Динамиката и термодинамиката на системата при ниска енергия на възбуждане и температура могат да бъдат описани чрез заместване на не-взаимодействащите фермиони с взаимодействащи квазичастици, всяка от които носи същите спин, заряд и импулс като оригиналните частици. Физически те могат да се разглеждат като частици, чието движение е повлияно от околните частици и които от своя страна внасят смущение в движението на частиците в своята околност. Всяко многочастично възбудено състояние на взаимодействащата система може да бъде описано чрез изброяване на всички заети състояния на импулса, точно както в не-взаимодействащата система. Вследствие на това величини като топлоемността на течността на Ферми се държат качествено по същия начин, както във ферми-газа (напр. Топлинният капацитет нараства линейно с температурата).

## Разлики от Ферми-газ
Възникват следните различия към не-взаимодействащия Ферми газ:

### Енергия
Енергията на многочастично състояние не е просто сума от енергиите на отделните частици на всички заети състояния. Вместо това, промяната в енергията, отговаряща на дадена промяна {\displaystyle \delta n_{k}} на заетите на състояния <{\displaystyle k} съдържа както линейни, така и квадратични събираеми {\displaystyle \delta n_{k}} (за Ферми газ, те ще бъдат само линейни, {\displaystyle \delta n_{k}\epsilon _{k}}, където {\displaystyle \epsilon _{k}} обозначава енергиите на отделните частици). Линейният принос съответства на ренормирани едночастични енергии, които включват, например промяната в ефективната маса на частиците. Квадратичните събираеми съответстват на определен вид „средно полево“ взаимодействие между квазичастици, което има за параметри така наречените параметри на Ландау за Ферми течността и определя поведението на колебанията на плътността (и колебанията на плътността на спина) във Ферми течността. Въпреки това, тези средни полеви взаимодействия не водят до разсейване на квази-частици с прехвърляне на частици между различни импулсни състояния.
Ренормирането на масата на флуида от взаимодействащи фермиони може да се изчисли от първи принципи, използвайки изчислителни техники за много тела. За изчисляване на ренормираните ефективни маси на квазичастиците в двуизмерен хомогенен електричен газ са използвани, GW изчисления  и квантови методи .

### Специфична топлина и свиваемост
Специфичната топлина, свиваемост, спин-възприемчивост и други величини показват същото качествено поведение (напр. зависимост от температурата), както в газовете на Ферми, но величината (понякога силно) се променя.

### Взаимодействия
В допълнение към взаимодействията със средното поле, остават и някои слаби взаимодействия между квазичастиците, които водят до разсейване на квазичастици един от друг. Следователно, квазичастиците придобиват краен живот. Въпреки това, при достатъчно ниски енергии над повърхността на Ферми, този живот става много дълъг, така че продуктът на енергията на възбуждане (изразена в честота) и времето на живот е много по-голям от един. В този смисъл, квазичастичната енергия е все още добре дефинирана (в противоположната граница, връзката на неопределеността на Хайзенберг би предотвратила точното определяне на енергията).

### Структура
Структурата на „голата“ частица (за разлика от квазичастичката) функция на Грийн е подобна на тази на Ферми (където за даден импулс функцията на Грийн в честотното пространство е делта пик при съответната едночастична енергия), Делта пикът в плътността на състоянията се разширява (с ширина, определена от квазичастичката на живота). В допълнение (и за разлика от функцията на квазичастицата на Грийн) нейното тегло (интегрално над честотата) се потиска от квазичастичен тегловен фактор {\displaystyle 0<Z<1}. Останалата част от общото тегло е в широк „несвързан фон“, което съответства на силните ефекти на взаимодействията върху фермионите при кратки времеви мащаби.

### Разпределение
Разпределението на частиците (за разлика от квазичастиците) по състояния на импулса при нулева температура все още показва скок на повърхността на Ферми (както във ферми-газа), но не спада от 1 до 0: стъпката е само на размер {\displaystyle Z}.

### Електрическо съпротивление
При металите съпротивлението при ниски температури е доминирано от електрон-електронно разсейване в комбинация с umklapp разсейване. За Ферми течност съпротивлението от този механизъм е пропорционално на {\displaystyle T^{2}}, което често се приема като експериментална проверка за поведението на Ферми (в допълнение към линейната температурна зависимост на специфичната топлина), въпреки че възниква само в комбинация с решетката. В някои случаи не се изисква разпръскване на umklapp. Например, съпротивлението на компенсирани полуметали е пропорционално на {\displaystyle T^{2}} поради взаимното разсейване на електрон и дупка. Това е известно като механизъм на Бабер. 

### Оптичен отговор
Теорията на Ферми течност предсказва, че скоростта на разсейване, която управлява оптичния отговор на металите, не само зависи квадратично от температурата (което води до {\displaystyle T^{2}} зависимостта на съпротивлението DC), но също зависи квадратично от честотата. Това е в контраст с прогнозата на Друд за не-взаимодействащи метални електрони, където скоростта на разсейване е константа като функция на честотата. Един материал, в който експериментално се наблюдава оптично поведение на Ферми, е нискотемпературната метална фаза на Sr2RuO4.

## Нестабилност
Експерименталното наблюдение на екзотичните фази в силно корелирани системи отключва огромно усилие от страна на теоретичната общност в опита да бъде разбран техния микроскопичен произход. Един от възможните начини за откриване на нестабилността на Ферми течност е именно анализът, направен от Исак Померанчук. Поради това, нестабилността на Померанчук е изследвана от няколко автори  с различни техники през последните няколко години и по-специално, нестабилността на Ферми течността към нематичната фаза е изследвана за няколко модела.

## Не-Ферми течности
Терминът не-Ферми течност, известен също като „странен метал“,  се използва за описване на система, която показва разбивка на Ферми-течно поведение. Най-простият пример за такава система е системата на взаимодействащи фермиони в едно измерение, наречена течност на Луттингер. Въпреки че течностите на Луттингер са физически сходни с течностите на Ферми, ограничаването до едно измерение води до няколко качествени разлики като отсъствието на квазичастичен пик в зависещата от импулса спектрална функция, разделянето спин-заряд и наличието на спинови вълни. Човек не може да пренебрегне съществуването на взаимодействия в едно измерение и трябва да опише проблема с не-Ферми теория, където течността на Луттингер е една от тях. При малки крайни температури на спин в едноизмерно състояние земното състояние на системата се описва чрез спин-некогерентна течност на Луттингер (SILL). 
Друг пример за такова поведение се наблюдава в квантовите критични точки на някои фазови преходи от втори ред, като критичност на тежък фермион, критичност на Мот и високо {\displaystyle T_{\rm {c}}} купратни фазови преходи. Основното състояние на такива преходи се характеризира с наличието на остра ферми-повърхност, въпреки че не може да има добре дефинирани квазичастици. Това означава, че при приближаване към критичната точка се наблюдава, че квазичастичният остатък {\displaystyle Z\to 0}.
Разбирането на поведението на не-Ферми течности е важен проблем при физиката на кондензираната материя. Подходите за обяснение на тези явления включват разработката на маргинални течности Ферми; опити за разбиране на критични точки и извличане на мащабни отношения; и описания, използващи появяващи се калибровъчни теории с техники на холографска габарит / гравитационната двойственост. 